# Assenskredsen
Assenskredsen er en opstillingskreds i Fyns Storkreds . Kredsen var en valgkreds fra 1849 til 1918. I 1920-1970 var kredsen en opstillingskreds i Odense Amtskreds. Kredsen blev nedlagt i 1970 og genoprettet i 2007.
Fra 2007 består kredsen af Ny Assens Kommune.

## Valgsteder pr. 18/6-2015
1. Assens Kommune
  1. Assens
  2. Ebberup
  3. Turup
  4. Salbrovad
  5. Helnæs
  6. Køng
  7. Glamsbjerg
  8. Flemløse
  9. Søllested
  10. Ørsted
  11. Dreslette
  12. Haarby
  13. Jordløse
  14. Brylle
  15. Tommerup
  16. Tommerup Stationsby
  17. Verninge
  18. Nårup
  19. Vissenbjerg
  20. Aarup
  21. Kerte
  22. Orte
  23. Rørup[1]

## Assenskredsens folketingsmænd 1849-1918
- 1849-1852: postmester Ove Thomsen, (Højre).
- 1852-1854: prokurator Hans Ettrup, (nationalliberal).
- 1854-1858: sognepræst Christian Møller, (nationalliberal).
- 1858-1859: byfoged A.P.F. Buchwald, (bondeven).
- 1859-1866: oberst Edvard Fallesen, (Højre).
- 1866-1876: gårdfæster Niels Andersen, (Venstre, derefter Mellempartiet, senere Højre).
- 1876-1879: bladudgiver Jørgen Pedersen, (Venstre).
- 1879: stiftsskriver H.R. Hiort-Lorenzen, (Højre).
- 1879-1886: bladudgiver Jørgen Pedersen, (Moderate Venstre).
- 1886-1926: friskolelærer, senere konseilspræsident Klaus Berntsen, (Moderate Venstre).

## Folketingskandidater
| Liste | Parti                       | Kandidat | Bemærk                                                     |
| ----- | --------------------------- | --- | ---------------------------------------------------------- |
| A     | Socialdemokratiet           | Julie Skovsby |                                                            |
| B     | Radikale Venstre            | Mathias von Jessen |                                                            |
| C     | Det Konservative Folkeparti | |                                                            |
| D     | Nye Borgerlige              | |                                                            |
| F     | Socialistisk Folkeparti     | |                                                            |
| I     | Liberal Alliance            | |                                                            |
| O     | Dansk Folkeparti            | Jens Henrik Thulesen Dahl |                                                            |
| V     | Venstre                     | Anja Lund |                                                            |
| Ø     | Enhedslisten                | Kasper Philbert |                                                            |
| Å     | Alternativet                | Stine Bardeleben Helles, Fabian Munkholm Davidsen, Mikkel Holm-Pedersen, Tine Busk, Line Gessø Storm Hansen, Karl Bidstrup, Mette Rahbek | Er opstillet i samtlige opstillingskredse i Fyns Storkreds |